# Cesare Volpato
Cesare Volpato, né le 10 août 1937, à Milan, en Italie, est un ancien joueur de basket-ball italien.

## Palmarès
- Champion d'Italie 1957, 1958, 1959, 1960, 1962, 1963
- Finaliste de l'Universiade d'été de 1959
- Finaliste des Jeux méditerranéens de 1955